# Нижегородский музей трамваев
Музей трамваев и троллейбусов в Нижнем Новгороде — музей под открытым небом, созданный на базе трамвайного депо № 1 в Нижнем Новгороде. Всего в музее находится 9 трамваев, в том числе несколько уникальных, и 2 троллейбуса. В самом здании депо расположена экспозиция с архивными фотографиями и документами.

## Экспонаты

### Трамваи
- Эрликон. Бельгия. 1896 год — является репликой существовавшего вагона.
- Эрликон (прицепной вагон) — является репликой существовавшего вагона. Создан на основе тележки довоенного трамвая.
- Вагон Х — Усть-Катавский и Мытищинский заводы, выпускался в 1926—1941 гг. Перед установкой на музейной площадке в 1986, 1996, 2004 и 2005 годах участвовал в трамвайных парадах, посвящённых 90- и 100-летнему юбилеям Нижегородского трамвая, Дню города и 60-й годовщине Дня Победы.
- КМ — трамвай завода «Красное Сормово», выпускался в Нижнем Новгороде в 1926—1939 гг. На ходу.
- ЛМ-49 — серия трамваев ЛМ выпускалась в Ленинграде.
- ЛМ-57
- МТВ-82 — вагон тушинского и рижского заводов (РВЗ), 1947—1961 гг. Может быть арендован для экскурсий и др.
- РВЗ-6 — вагоны Рижского вагоностроительного завода эксплуатировались в Нижнем Новгороде до 2004 года.
- РВЗ-7 — экспериментальный вагон РВЗ, не был запущен в серию, единственный сохранившийся.

### Троллейбусы
- МТБ-82 (1946—1961 гг)
- ЗиУ-5 (1961—1972 гг)

## Ретро-трамвай
По маршруту городскому № 2 (городское кольцо) ежедневно по будням ходит трамвай РВЗ-6 1980 года выпуска. Проезд доступен всем желающим, на сайте Нижегородэлектротранса можно отследить местоположение этого вагона.